# Notolabrus fucicola
Notolabrus fucicola là một loài cá biển thuộc chi Notolabrus trong họ Cá bàng chài. Loài này được mô tả lần đầu tiên vào năm 1840.

## Từ nguyên
Từ định danh của loài, fucicola, được ghép bởi 2 từ trong tiếng Latinh là fucus ("rong tảo") và cola ("cư dân"), tạm dịch là "sống trong rong tảo", hàm ý đề cập đến môi trường sống đặc trưng của loài này.

## Phạm vi phân bố và môi trường sống
N. fucicola có phạm vi phân bố ở Tây Nam Thái Bình Dương. Loài này được ghi nhận ở vùng biển phía đông nam Úc, từ bờ biển phía nam bang New South Wales trải dài đến bang Victoria và đảo Tasmania, mở rộng về phía tây đến bờ đông của bang Nam Úc; ở phía đông, loài này xuất hiện trên khắp vùng biển New Zealand, bao gồm quần đảo Three Kings, đảo Stewart và quần đảo Snares.
N. fucicola sống gần các rạn đá ngầm ở độ sâu đến 90 m, đặc biệt là những vùng biển có nền đáy nhiều tảo.

## Mô tả
N. fucicola có chiều dài cơ thể tối đa được ghi nhận là 45 cm. Chúng là là loài lưỡng tính tiền nữ; cá đực và cá cái thuần thục sinh dục khi đạt chiều dài khoảng 15 cm.
Cá trưởng thành có thân màu nâu tím hoặc nâu xanh lục với các đốm màu vàng nhạt dọc theo lưng, lan rộng ra vây lưng thành các dải. Hai bên thân có các dải sẫm màu nhưng không rõ ràng. Thường có một dải màu vàng ở phía sau đầu, trên nắp mang, và thêm một vài vệt màu sáng trên vây hậu môn. Cá con có nhiều biến thể màu sắc, có màu nâu đỏ, nâu lục hoặc xanh lam xám với lốm đốm các vệt trắng.
Số gai ở vây lưng: 9; Số tia vây ở vây lưng: 11; Số gai ở vây hậu môn: 3; Số tia vây ở vây hậu môn: 11; Số tia vây ở vây ngực: 12.

## Sinh thái
Là loài kiếm ăn có chọn lọc, thức ăn của N. fucicola chủ yếu là các loài động vật có vỏ cứng như cua ẩn sĩ và các động vật chân bụng khác.
Mùa sinh sản của N. fucicola diễn ra từ tháng 8 đến tháng 12 ở cả Úc và New Zealand. N. fucicola được ghi nhận là đã tạo ra những cá thể lai với các loài Notolabrus khác trong phạm vi của chúng:
- N. fucicola × Notolabrus inscriptus và N. fucicola × Notolabrus celidotus: tại New Zealand.
- N. fucicola × Notolabrus tetricus: tại New South Wales và Tasmania (Úc).

### Trích dẫn
- B. C. Russell (1988). "Revision of the labrid fish genus Pseudolabrus and allied genera" (PDF). Records of the Australian Museum. Quyển 9. tr. 1–72.